# Ministerio de Vivienda y Asentamientos Humanos
El Ministerio de Vivienda y Asentamientos Humanos de Costa Rica (MIVAH) es el ministerio del gobierno de Costa Rica encargado de promover el desarrollo sostenible y sistémico, en materia de vivienda y ordenamiento territorial, mediante la emisión de políticas, directrices y lineamientos atinentes en función de las necesidades y demandas de los distintos estratos socioeconómicos, con el propósito de facilitar el acceso a viviendas, sujetas a la coordinación de una planificación integral del país. Su actual titular es Jessica Martínez Porras.

## Historia
La creación del Ministerio de Vivienda y Asentamientos Humanos se remonta a mediados de los años setenta con las conferencias de las Naciones Unidas sobre los Asentamientos Humanos y su Agenda Hábitat, que buscaban posicionar a la vivienda como un tema de mayor prioridad política, impulsando una reforma institucional en Costa Rica en el tema. Por otra parte, una de las secuelas de la crisis económica en Costa Rica entre 1980 y 1982 fue un incremento en la demanda de vivienda, la cual propició la formación de un fuerte movimiento social que incidió en gran parte de los procesos de cambios en la institucionalidad de vivienda en el país, liderada hasta este momento por el Instituto Nacional de Vivienda y Urbanismo (INVU).
El 27 de julio de 1979, mediante el Decreto Ejecutivo n.° 10299, el presidente de la República, Rodrigo Carazo Odio, nombra por primera vez a un Ministro de Vivienda y Asentamientos Humanos, quien ocupó el Ministerio aún sin cartera. La persona elegida para llevar este puesto fue el ingeniero Jorge Carballo Wedel. Posteriormente, mediante el Decreto Ejecutivo n.° 10458, se crea el sector Vivienda y Asentamientos Humanos, bajo la conducción del mismo ministro como rector en este ámbito.
El 13 de noviembre de 1986, mediante la Ley n.° 7052, se crea el Sistema Financiero Nacional para la Vivienda (SFNV) bajo la rectoría del Banco Hipotecario de la Vivienda (BANHVI) cuya junta es presidida por el ministro de Vivienda y Asentamientos Humanos.
El 22 de diciembre de 1986, mediante la Ley General de Presupuestos Ordinarios y Extraordinarios de la República, n.° 7055, se crea la cartera de Vivienda y Asentamientos Humanos como Ministerio de Gobierno.

## Funciones
El Ministerio de Vivienda y Asentamientos de Costa Rica tiene, entre algunas de sus funciones, las siguientes:
- Ejercer la dirección política en materia de vivienda y ordenamiento territorial.
- Emitir directrices en el ámbito de su competencia.
- Establecer las políticas del respectivo sector, conjuntamente, con el Presidente de la República.
- Dirigir el proceso de elaboración de la Política Nacional de Vivienda y Asentamientos Humanos, y la Política Nacional de Ordenamiento Territorial.
- Aprobar y dar seguimiento al Plan Nacional de Vivienda y Asentamientos Humanos, y al Plan Nacional de Ordenamiento Territorial.
- Propiciar la coordinación interinstitucional y fiscalizar que las políticas del respectivo Sector sean ejecutadas por las instituciones pertinentes.
- Emitir criterio con respecto a la priorización de los recursos necesarios para el adecuado desempeño de FOSUVI, FONAVI y BANHVI.
- Gestionar y controlar los recursos necesarios para cumplir las metas del Ministerio.
- Fomentar la existencia de un ambiente de control, que permita cumplir con las normas nacionales e internacionales de Control Interno.
- Firmar convenios internacionales en materia de vivienda y asentamientos humanos, y velar por su ejecución, una vez aprobados por la Asamblea Legislativa.
- Rendir los informes de Ley a la Asamblea Legislativa, y otros que ésta le solicite.

## Estructura
El Ministerio de Vivienda y Asentamientos Humanos de Costa Rica se estructura en los siguientes órganos y dependencias:
- La Dirección de Vivienda y Asentamientos Humanos.
  - Departamento de Análisis Técnico de Vivienda.
  - Departamento de Diagnóstico e Incidencia Social.
  - Departamento de Orientación y Verificación de Calidad.
- La Dirección de Gestión Integrada del Territorio.
  - Departamento de Planificación y Ordenamiento Territorial.
  - Departamento de Información en Ordenamiento Territorial.
  - Departamento de Gestión de Programas en el Territorio.
- La Dirección Administrativa Financiera.
  - Departamento de Recursos Humanos.
  - Departamento Financiero.
  - Departamento de Proveeduría.